# Harald Strömfelt (död 1707)
Harald Strömfelt, död 20 april 1707, var en svensk friherre och landshövding.

## Biografi
Harald Strömfelt var son till diplomaten Johan Fegræus, som adlades Strömfelt, och Christina Törnsköld till Hulta i Kimstads socken. Han blev 24 februari 1664 student vid Uppsala universitet och disputerade vid universitetet 1664. Därefter reste han utonlands och blev 1672 hovjunkare hos änkedrottningen. Han blev 23 oktober 1673 assessor i Göta hovrätt och var från 1675 till 1677 landshövding i Jönköpings län. Under tiden som landshövding var han även chef för försvarsverket vid småländska gränsen mot Skåne och Halland. Strömfelt fick 21 februari 16778 rätten att blev vice president i Göta hovrätt vid innehavarens död. Han blev 8 maj 1682 lagman i Tiohärads lagsaga och blev 6 augusti 1687 vice landshövding i Kronobergs län. Han var ledamot (direktör) av den så kallade andra skogskommissionen 30 juli 1689 och deltor under de följande åren i dess arbeten inom Skaraborgs län 1690–1693, Älvsborgs län 1692–1694 och i norra Uppland 1694–1696. Strömfelt förordnades 20 augusti 1690 att med lantmäteribiträde exekvera kommissionens domar. Han slutligen 24 januari 1695 landshövding i Skaraborgs län och upphöjdes till friherre Strömfelt 24 oktober 1696. Ätten introducerades i Sveriges Riddarhus 1697 som nummer 105. Strömfelt avled 1707.

### Egendom
Strömfelt skrev sig som friherre till Lundholmen i Vrigstads socken, herre till Landsjö i Kimstads socken och Trästena i Bjärka socken.

### Familj
Strömfelt var från 1670-talet gift med friherrinnan Maria Mörner af Morlanda (död 1718), dotter av landshövdingen Hans Georg Mörner af Morlanda i Jönköpings län och Beata Schulman. De fick tillsammans barnen hovrättsrådet Hans Georg Strömfelt (1676–1733), överstelöjtnanten Carl Gustaf Strömfelt (1680–1713) vid Smålands tremänningsinfanteriregemente och Beata Christina Strömfelt (1689–1721) som var gift med lagmannen Ulrik Christoffer Frölich.